# سوزان لوری پارکز
سوزان لوری پارکز (انگلیسی: Suzan-Lori Parks؛ زادهٔ ۱۰ مهٔ ۱۹۶۳) یک فیلم‌نامه‌نویس، پدیدآور، و رمان‌نویس اهل ایالات متحده آمریکا است.
وی همچنین برنده جوایزی همچون کمک هزینه گوگنهایم شده است.